# 필리드룸과
필리드룸과(Philydrum科, 학명: Philydraceae 필리드라케아이[*])는 닭의장풀목의 과이다. 이 과는 다수의 분류학자들에게 인정되고 있지는 않다.
2003년의 APG II 분류 체계(1998년의 APG 분류 체계에서 변한 게 없다.)는 이 과를 외떡잎식물군의 닭의장풀군에 속하는 닭의장풀목으로 분류하였다. 이 과는 아주 적은 수의 다년생 열대 식물 종으로 구성되며, 동남아시아와 오스트레일리아에 자생한다.

## 하위 분류
- 필리드룸속(Philydrum Banks & Sol. ex Gaertn.)
- Helmholtzia F.Muell.
- Philydrella Caruel